# Zhuozi

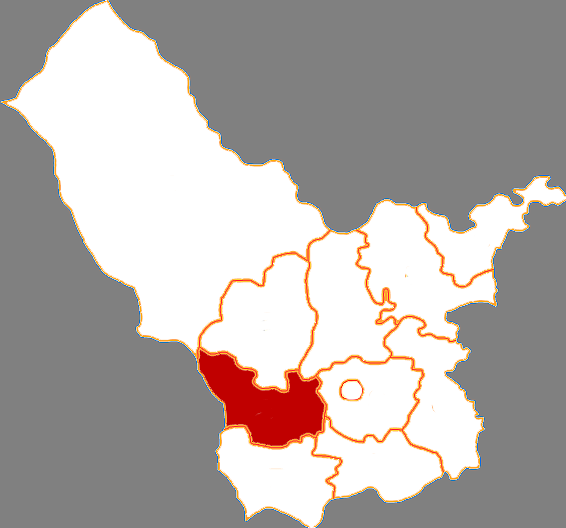
Lage Zhuozis in Ulanqab

Der Kreis Zhuozi (chinesisch 卓资县, Pinyin Zhuózī Xiàn; mongolisch ᠵᠦᠸᠧᠽᠢ ᠰᠢᠶᠠᠨ Jüvėǳi siyan) ist ein Kreis der bezirksfreien Stadt Ulanqab im Zentrum des Autonomen Gebiets Innere Mongolei im Norden der Volksrepublik China. Er hat eine Fläche von 3.119 km² und zählt ca. 230.000 Einwohner (2004). Sein Hauptort ist die Großgemeinde Zhuozishan (卓资山镇).